# Eshetu Tura
Eshetu Tura, född den 19 januari 1950, är en etiopisk friidrottare inom hinderlöpning.
Han tog OS-brons på 3 000 meter hinder vid friidrottstävlingarna 1980 i Moskva. 